# Katolickie Stowarzyszenie Dziennikarzy
Katolickie Stowarzyszenie Dziennikarzy – stowarzyszenie zrzeszające polskich dziennikarzy. 

## Historia
Założone w 1991 roku przez 24 dziennikarzy katolickich zrzesza około 600 członków działających w kilku oddziałach terenowych. Celem stowarzyszenia jest zawodowe i religijne formowanie pracowników katolickich mediów, tak by dawali świadectwo wiary także w mediach świeckich i kształtowali opinię publiczną w duchu nauczania Kościoła. Stowarzyszenie organizuje rekolekcje, dni skupienia i modlitwy, a także szkolenia zawodowe.
Sekretarzami zarządu głównego stowarzyszenia, pełniącymi również obowiązki prezesa, byli ks. dr Bolesław Karcz i Anna Dąbrowska.

## Siedziba

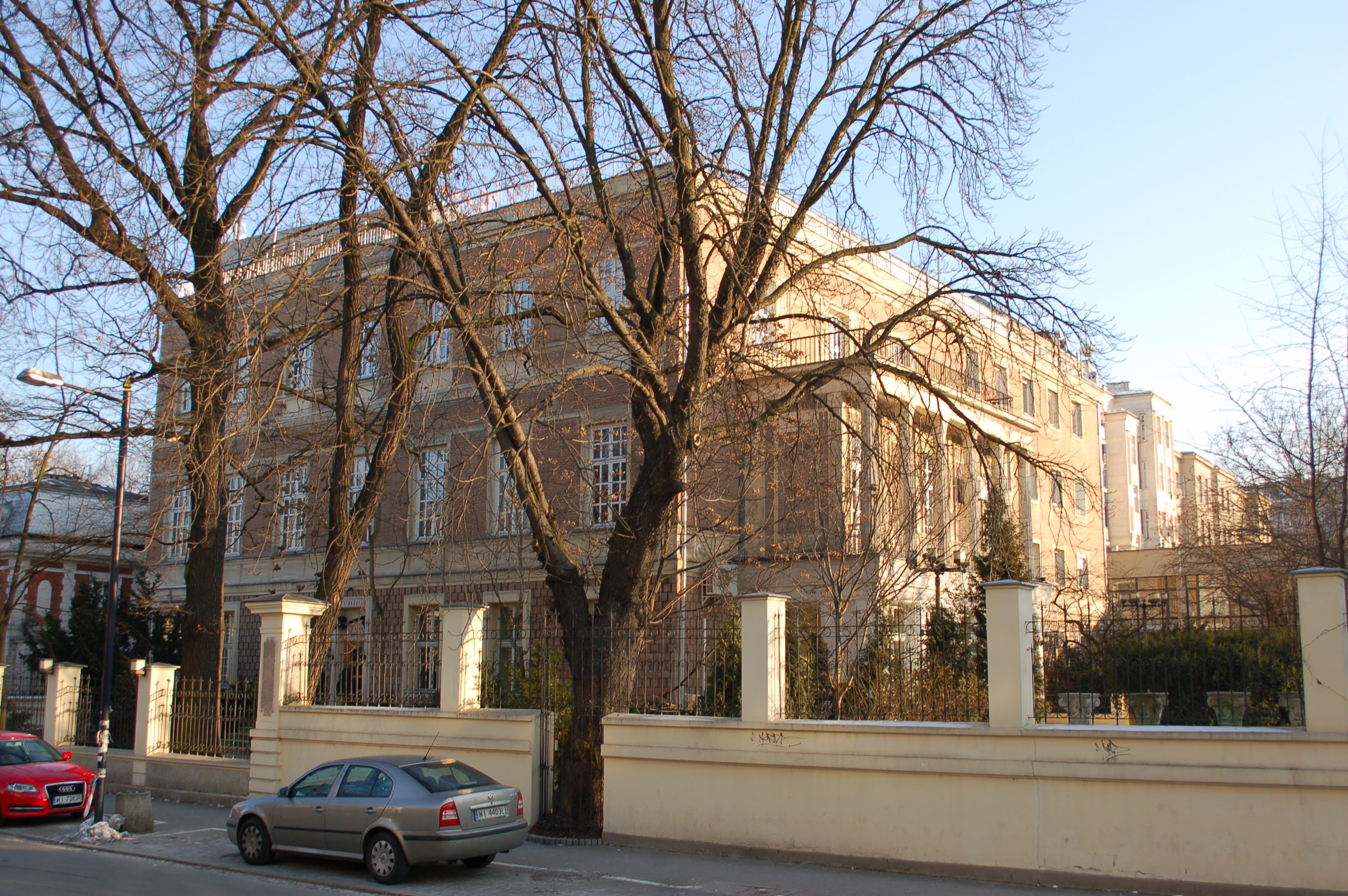
Budynek przy ul. Foksal 3 – siedziba SDP, SDRP i CMWP

Budynek mieszczący się przy ul. Foksal 3-5, był zbudowany jako pałac Wołowskiego, znany też jako pałac Bourbona. Od 1922 do lat 30. pełnił funkcję siedzib dwóch poselstw - Stanów Zjednoczonych (1922–1930) i Norwegii (1930–1939). Poza KSD siedzibę ma tam również Stowarzyszenie Dziennikarzy Rzeczypospolitej Polskiej, Stowarzyszenie Dziennikarzy Polskich i Centrum Monitoringu Wolności Prasy.